# 徐茂
徐茂（1422年—？），字景芳，河南南陽府新野縣人，明朝政治人物。進士出身。

## 生平
景泰元年（1450年）庚午科河南鄉試第二十六名。天順元年（1457年）丁丑科會試第一百十五名，殿試登進士第三甲第一百七十七名。

## 家族
曾祖父徐伯成。祖父徐仕文。父亲徐貫，曾任訓導。